# Kisielnica czarniawa

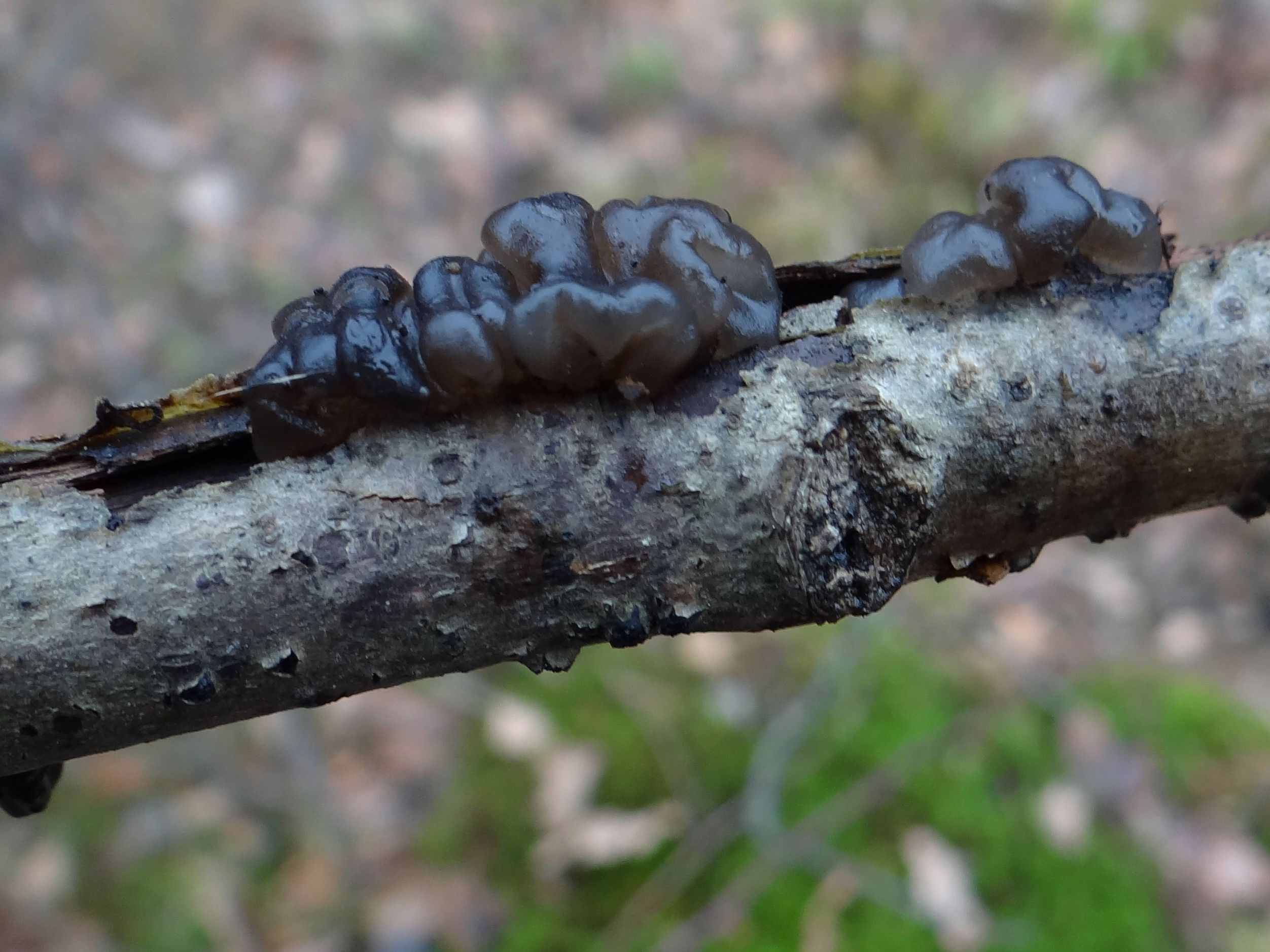

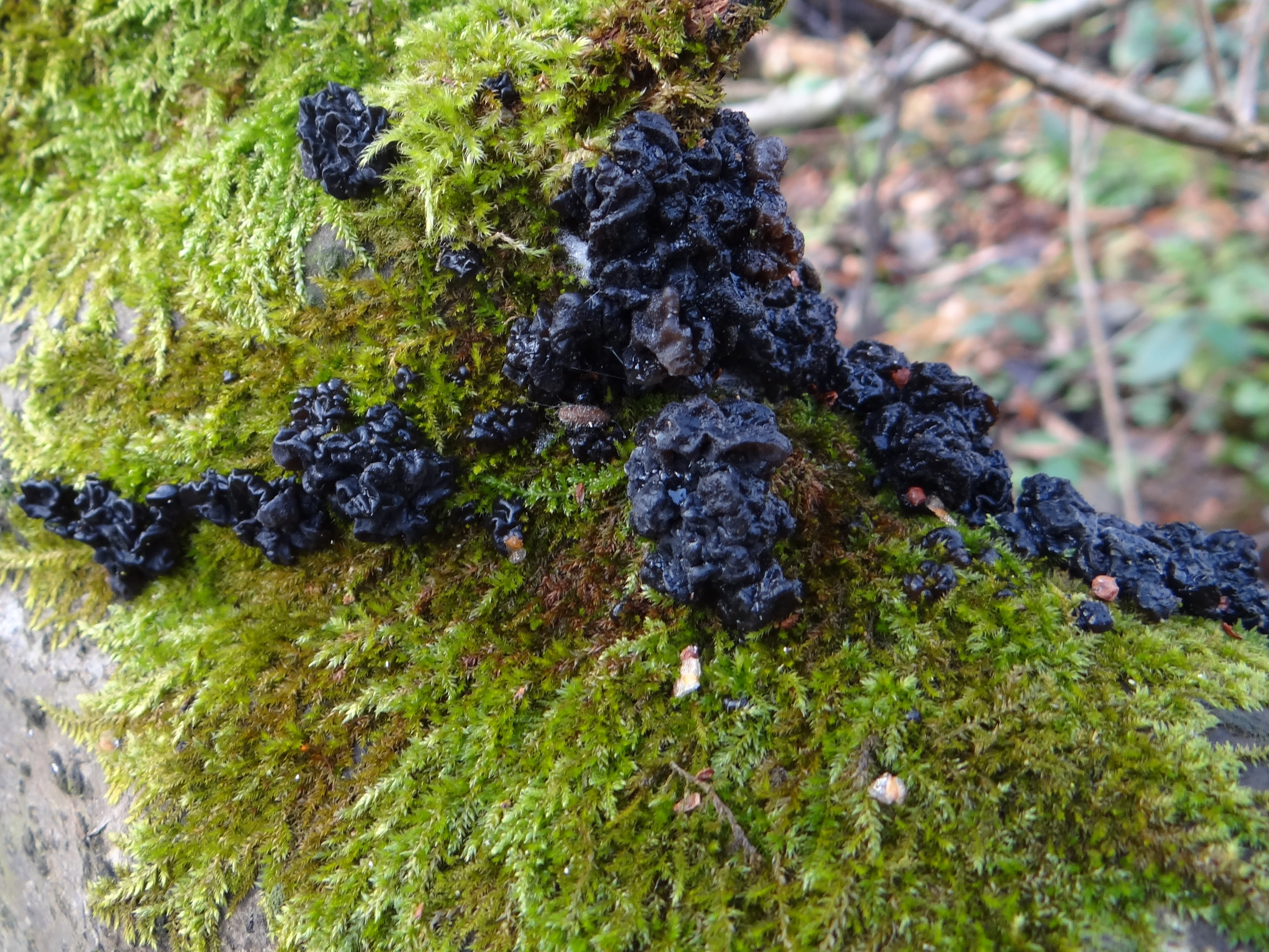

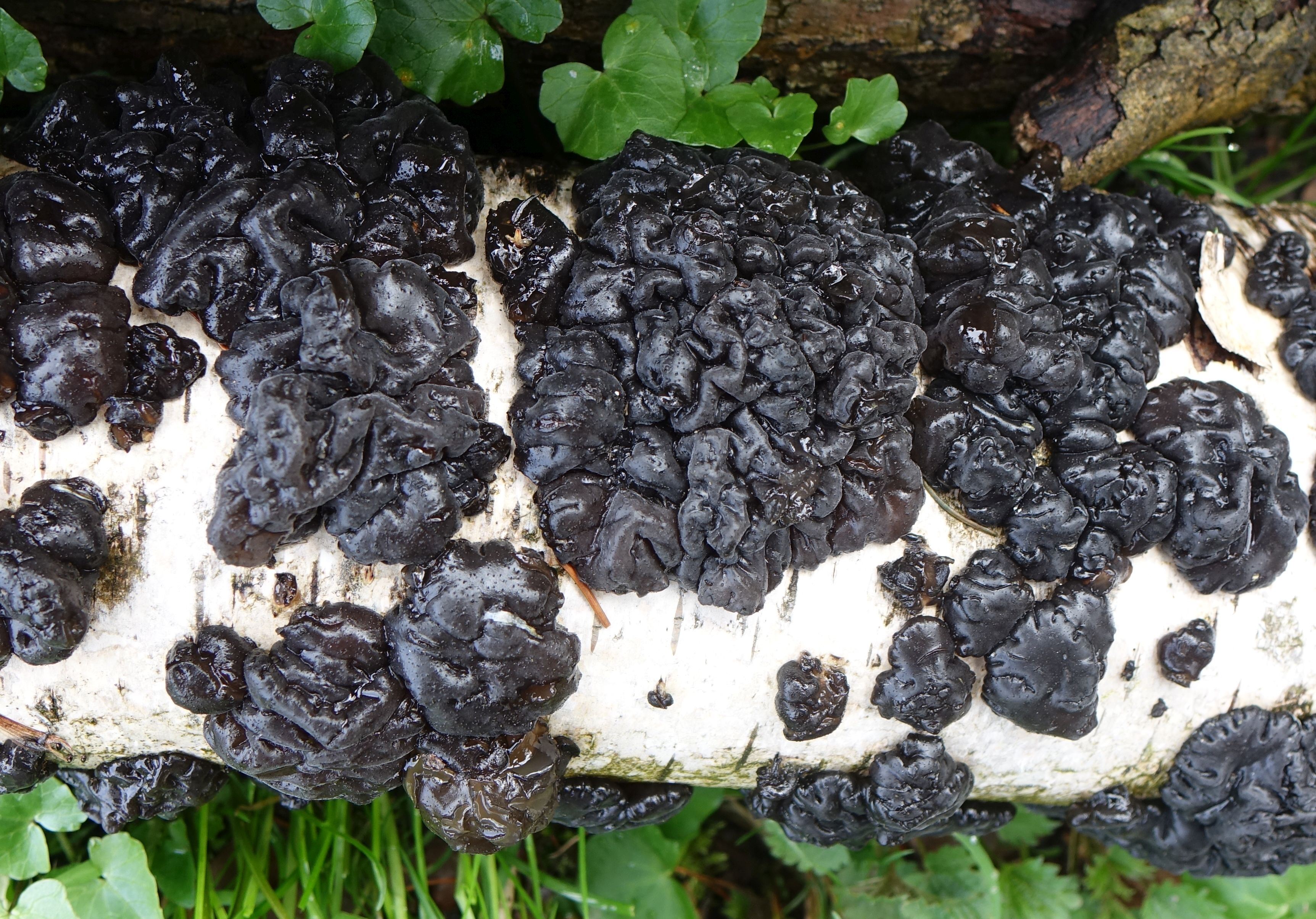

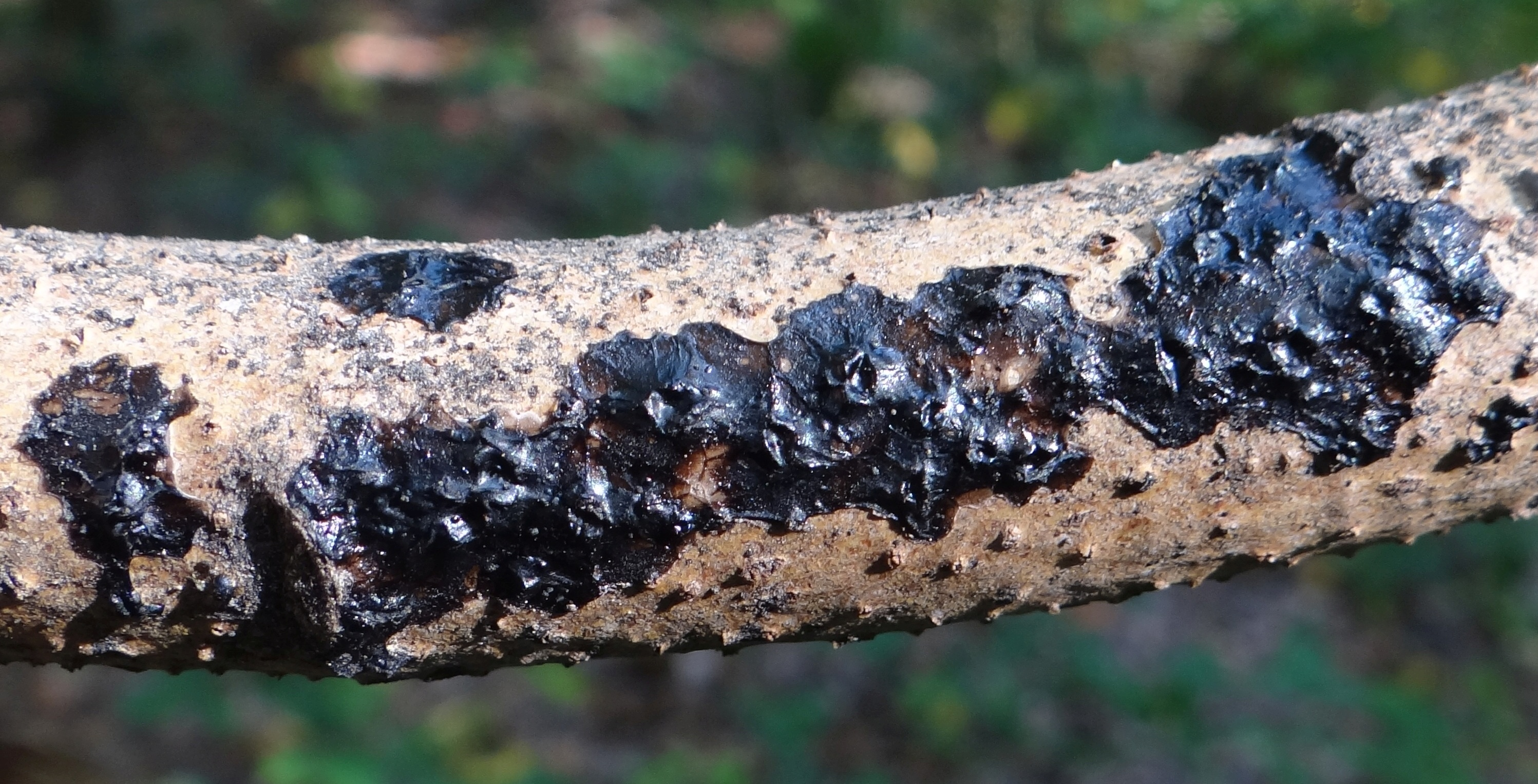
Pozostałości po wyschnietym owocniku

Kisielnica czarniawa, kisielnica kędzierzawa (Exidia nigricans (With.) P. Roberts) – gatunek grzybów z rodziny uszakowatych (Auriculariaceae).

## Systematyka i nazewnictwo
Pozycja w klasyfikacji: Auriculariaceae, Auriculariales, Auriculariomycetidae, Agaricomycetes, Agaricomycotina, Basidiomycota, Fungi według Index Fungorum.
Po raz pierwszy opisał go w 1776 r. William Whitering, nadając mu nazwę Tremella nigricans. Obecną nazwę nadał mu P. Roberts w 2009 r.
Synonimy naukowe:
- Exidia plana Donk 1966
- Tremella nigricans With. 1776
- Tremella plana F.H. Wigg. 1780[2].

Nazwę polską zarekomendował Władysław Wojewoda w 1998 r. (dla synonimu Exidia plana). W polskim piśmiennictwie mykologicznym gatunek ten opisywany był też jako kisielec brodawkowany, kisielec przypłaszczony, wypotek gruczołkowaty, wypotek gruczołkowy, kisielec kędzierzawy. W 2025 r. Komisja ds. Polskiego Nazewnictwa Grzybów Polskiego Towarzystwa Mykologicznego zarekomendowała nazwę kisielnica czarniawa.
Badania molekularne wykazały wielkie podobieństwo między Exidia nigricans i Exidia glandulosa.

## Morfologia
Owocnik
Za młodu szary, kulisty lub miseczkowaty, później mózgowato-pofałdowany; górna powierzchnia delikatnie punktowana, ciemna, szarobrązowa do czarnej. W stanie wilgotnym jest miękki i wewnątrz przejrzysto galaretowaty, wyschnięty staje się twardy, skorupiasty. Po uwodnieniu ponownie pęcznieje i znów staje się galaretowaty. Każdy indywidualny owocnik przymocowany jest do podłoża. Sąsiednie owocniki zlewają się z sobą, czasami tworząc duże pakiety galaretowatej masy.
Zarodniki
Cylindryczne, wygięte, o gładkiej powierzchni. Rozmiary: 9,5-23 × 3,5–7 μm.
Miąższ
Czarniawy do brązowawego, przeświecający, galaretowaty, bezwonny.
Gatunki podobne
- kisielnica smołowata (Exidia pithya). Ma również czarne, galaretowate owocniki, ale mniejsze, płaskie i rośnie niemal wyłącznie na drzewach iglastych[6].
- kisielnica trzoneczkowa (Exidia glandulosa). Ma pojedyncze, beczkowate lub talerzykowate owocniki, na zewnętrznej stronie pokryte kolcami[10].

## Występowanie i siedlisko
Podano jej występowanie w Europie i Nowej Zelandii. W Europie sięga na północy po 55,7 stopień szerokości geograficznej (na południu Półwyspu Skandynawskiego). W Europie Środkowej jest pospolita, w Polsce również.
Owocniki pojawiają się przez cały rok. szczególnie podczas wilgotnej pogody. Występuje w różnego typu lasach, na martwym drewnie drzew liściastych. Bardziej pospolity jest na nizinach, w polskich górach dochodzi maksymalne do wysokości około 1000 m n.p.m.

## Udział w kulturze
W Anglii gatunek ten miał ludową nazwę masło czarownic. Wierzono, że jest to masło rozrzucane nocą przez czarownice podbierające krowom mleko. Ponieważ czarownice kojarzone były ze złem i szpetotą, również ich masło było czarne, brzydkie i szpetne. Z tego samego powodu w Szwecji gatunek ten znany był pod nazwą masło Trolla.